# Estadio Al-Maktoum
El Estadio Al-Maktoum (en árabe: ملعب آل مكتوم‎) es un estadio multiusos principalmente para fútbol ubicado en la ciudad de Dubái, en los Emiratos Árabes Unidos.
El estadio fue construido en el año 1995 y es la sede del club Al-Nasr SC de la Liga de fútbol de los Emiratos Árabes Unidos, cuenta con capacidad para 12 000 espectadores.
El estadio fue una de las sedes de la Copa Asiática 1996 donde albergó siete encuentros, posteriormente también albergó la Copa Mundial de Fútbol Sub-20 de 2003 en donde se disputaron los partidos del Grupo D y dos partidos de la ronda de octavos de final.
El recinto fue elegido una de las ocho sedes que albergaran la Copa Asiática 2019.

## Eventos de fútbol

### Copa Asiática 1996
- El estadio albergó siete partidos de la Copa Asiática 1996.
| Fecha      | Selección      | Resultado | Selección      | Ronda            |
| ---------- | -------------- | --------- | -------------- | ---------------- |
| 5-12-1996  | Arabia Saudita | 6 - 0     | Tailandia      | Grupo B          |
| 5-12-1996  | Irán           | 1 - 2     | Irak           | Grupo B          |
| 8-12-1996  | Arabia Saudita | 1 - 0     | Irak           | Grupo B          |
| 8-12-1996  | Tailandia      | 1 - 3     | Irán           | Grupo B          |
| 11-12-1996 | Irán           | 3 - 0     | Arabia Saudita | Grupo B          |
| 11-12-1996 | Irak           | 4 - 1     | Tailandia      | Grupo B          |
| 15-12-1996 | Corea del Sur  | 2 - 6     | Irán           | Cuartos de final |

### Mundial de Fútbol Sub-20 2003
- En el estadio se disputaron ocho juegos de la Copa Mundial de Fútbol Sub-20 de 2003.
| Fecha      | Selección      | Resultado | Selección       | Ronda            |
| ---------- | -------------- | --------- | --------------- | ---------------- |
| 29-11-2003 | Colombia       | 0 - 0     | Egipto          | Grupo D          |
| 29-11-2003 | Japón          | 1 - 0     | Inglaterra      | Grupo D          |
| 02-12-2003 | Inglaterra     | 0 - 1     | Egipto          | Grupo D          |
| 02-12-2003 | Japón          | 1 - 4     | Colombia        | Grupo D          |
| 05-12-2003 | Colombia       | 0 - 0     | Inglaterra      | Grupo D          |
| 05-12-2003 | Egipto         | 0 - 1     | Japón           | Grupo D          |
| 08-12-2003 | Argentina      | 2 - 1     | Egipto          | Octavos de final |
| 08-12-2003 | Estados Unidos | 2 - 0     | Costa de Marfil | Octavos de final |

### Copa Asiática 2019
- El estadio albergó seis partidos de la Copa Asiática 2019.
| Fecha               | Selección #1  | Resultado          | Selección #2   | Ronda            | Espectadores |
| ------------------- | ------------- | ------------------ | -------------- | ---------------- | ------------ |
| 7 de enero de 2019  | Corea del Sur | 1 - 0              | Filipinas      | Grupo C          | 3185         |
| 10 de enero de 2019 | Baréin        | 0 - 1              | Tailandia      | Grupo A          | 2720         |
| 12 de enero de 2019 | Líbano        | 0 - 2              | Arabia Saudita | Grupo E          | 13 792       |
| 16 de enero de 2019 | Irán          | 0 - 0              | Irak           | Grupo D          | 15 038       |
| 20 de enero de 2019 | Jordania      | 1 - 1 (2 - 4 pen.) | Vietnam        | Octavos de final | 14 205       |
| 24 de enero de 2019 | Vietnam       | 0 - 1              | Japón          | Cuartos de final | 8954         |